# Isla de Lintin
La isla de Lintin o isla Nei Lingding (en chino, 内伶仃岛en chino simplificado, Nei Lingding Dao; literalmente, ‘isla interna Lingding’）es una pequeña isla de China localizada en el estuario del río Perla, en la provincia de Cantón. Aunque se encuentra más próxima a la costa oriental  del estuario (Hong Kong y Shenzhen), administrativamente es parte de la ciudad-prefectura de Zhuhai, cuyo principal centro administrativo se encuentra en la orilla oeste del río.

## Historia

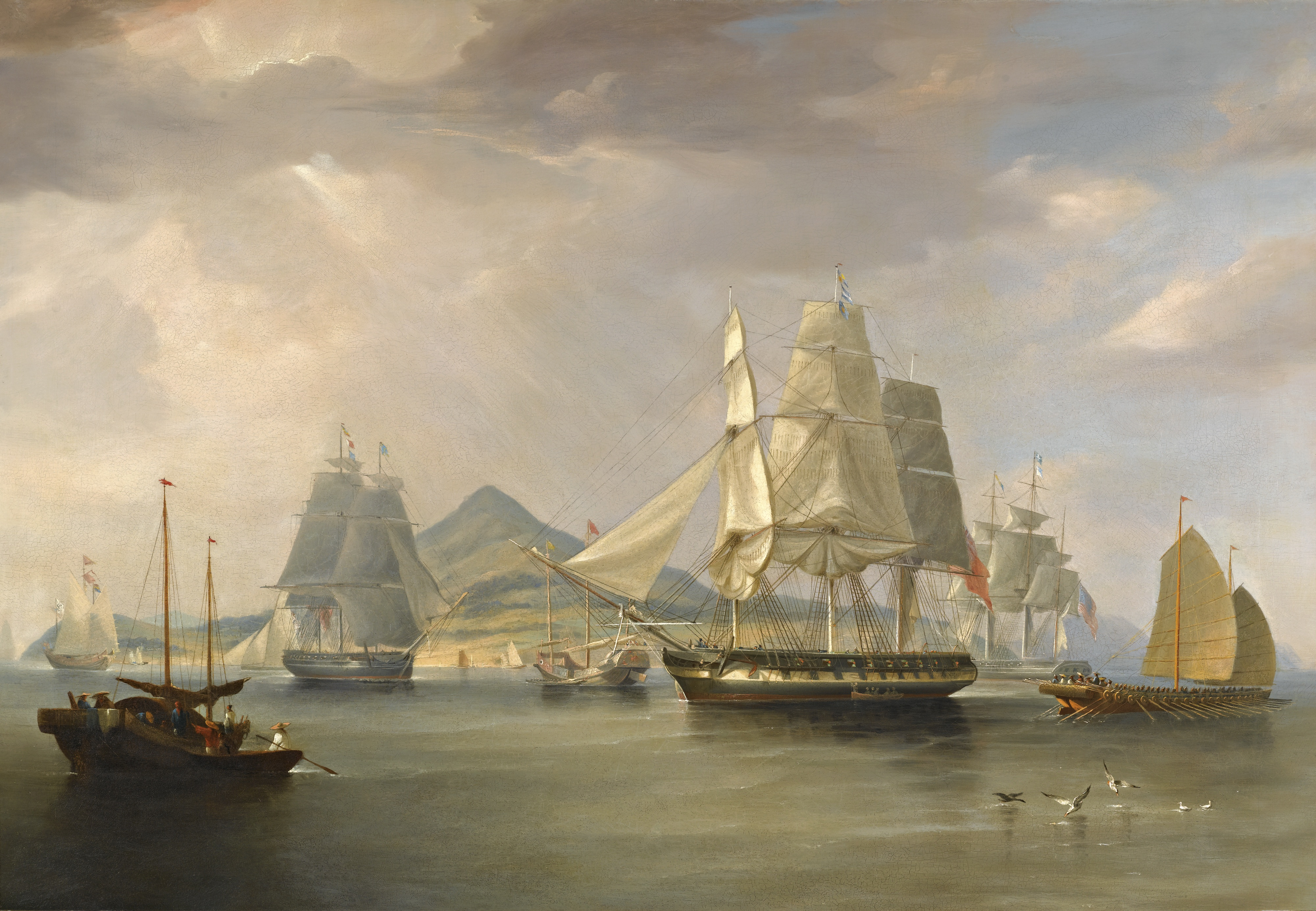
Barcos de opio barcos en Lintin en 1824, por William John Huggins.

Cuando el explorador portugués Jorge Álvares desembarcó en mayo de 1513 en la isla Nei Lingding (conocida en las primeras fuentes europeas como isla de Lintin), esa fue la primera llegada conocida de un barco de bandera europea para anclar en la costa de China.
A principios del siglo XIX, la isla Nei Lingding (Lintin) fue llamada el «anclaje exterior» (outer anchorage) para los buques europeos que viajasen a CAntón. Tenían que parar en la isla, ser su carga inspeccionada y medida por los funcionarios de aduanas chinos estacionadas en la isla, y pagar los derechos de aduana. Cuando en 1821 el gobierno chino prohibió la importación de opio en los puertos del país, Lintin se convirtió en una base de los traficantes de drogas; viejos barcos armatostes, anclados cerca de la isla, sirvieron como almacenes y depósitos, donde el opio importado volvía a cargarse en botes más pequeños que se introducían de contrabando en Cantón y otros puertos. Desde la década de 1830 y hasta la conquista de Hong Kong en la década de 1840, la isla de Lintin fue la base principal para los comerciantes británicos en la zona del Delta del Río Perla.

## Reserva natural
Desde 1984, una parte de la isla forma la «Reserva Natural de la isla Neilingding y Futian (福田)». La reserva cubre 7,8 km², incluyendo 4,5 km² de superficie de tierra y 3,0 km² de bosque de manglar, y fue creado para proteger a unos 300 macacos y otros animales, como pangolines y pitones.